# Масленников, Николай Петрович
Никола́й Петро́вич Ма́сленников (3 мая 1920, Нолинский уезд, Вятская губерния — 9 января 2001, Тверь) — участник Великой Отечественной войны, Герой Советского Союза (1945).

## Биография
Родился 3 мая 1920 года в д. Исаково в семье крестьянина.
В 1928 году переехал в деревню Баталову Байкаловского района Свердловской области. Затем жил в городе Нижнем Тагиле Свердловской области, где учился в школе № 26.
В 1939 году окончил педагогическое училище в городе Уржум Кировской области и работал учителем неполной средней школы совхоза имени Мухина Кагановического района Амурской области.
В 1940 году был призван в Красную Армию.

### Великая Отечественная война
В 1943 году с отличием окончил Хабаровское артиллерийское училище. В действующей армии с декабря 1943 года.
Был командиром взвода управления, разведки, начальником разведки дивизиона, командиром батареи в составе 127-го гвардейского артиллерийского Краснознамённого полка 59-й гвардейской стрелковой Краматорской Краснознамённой орденов Суворова и Богдана Хмельницкого дивизии 46-й армии 2-го, 3-го, 4-го Украинских фронтов. Участвовал в боях по освобождению Украины, Молдавии, Румынии, Болгарии, Югославии, Венгрии, Чехословакии, Австрии.
При форсировании реки Дунай (Венгрия) получил приказ переправиться со взводом на тот берег, захватить плацдарм и вести корректировку огня артиллерии. В конце переправы взвод был обнаружен противником. Старший лейтенант Н. Масленников первым прыгнул в воду. Захватив «пятачок», начал вести корректировку огня. Противник, неся большие потери от точного огня нашей артиллерии, начал усиленные атаки командного пункта. Поняв, что окружён, вызвал огонь на себя.
Указом Президиума Верховного Совета СССР от 24 марта 1945 года Николаю Петровичу Масленникову было присвоено звание Героя Советского Союза с вручением орден Ленина и медали «Золотая Звезда» (4743).
Награду вручал лично командующий фронтом.
Войну закончил в Австрии.

#### Описание подвига в наградных документах
Гвардии Лейтенант МАСЛЕННИКОВ при форсировании р. Дунай 4.12.1944 в районе южнее села Эрчи проявил образцы подлинного героизма, находчивости и отваги.
Под ураганным огнём противника, переправившись с первыми лодками на правый берег тов. МАСЛЕННИКОВ все время корректировал огонь дивизиона по радио. Когда его рация вышла из строя тов. МАСЛЕННИКОВ настоял на переносе рации стрелкового батальона в боевые порядки пехоты и продолжал корректировать огонь.
Несмотря на прекращающийся огонь противника из всех видов оружия бешенные атаки противника, благодаря мужеству гвардии лейтенанта МАСЛЕННИКОВА, были отражены и под прикрытием огня вызываемого им, батальон к утру выполнил задачу и закрепился на занятых рубежах.
За проявленное мужество и героизм, умелое управление огнём, обеспечившим успешное форсирование и закрепление захваченного плацдарма Гвардии Лейтенант МАСЛЕННИКОВ достоин представления к Правительственной награде — присвоению Звания «ГЕРОЯ СОВЕТСКОГО СОЮЗА».

### Послевоенные годы
После войны продолжил службу в войсках противовоздушной обороны.
В 1951 году окончил Военно-политическую академию имени Ленина, был направлен на создаваемый ракетно-испытательный полигон ПВО страны (Капустин Яр), где участвовал в испытании ракет и ядерного вооружения.
С 1959 по 1976 год работал заместителем начальника факультета по политчасти, заместителем начальника политотдела Военной командной академии ПВО (город Калинин).
В 1976 году в звании полковника уволен из Советской Армии.
С 1976 по 1990 год работал ассистентом, старшим преподавателем, доцентом кафедры истории КПСС Калининского политехнического института.
С 1990 года на пенсии.
До последних дней являлся председателем Тверской ассоциации Героев Советского Союза, Героев Российской Федерации и полных кавалеров ордена Славы.
Участник Парада Победы 1995 года на Красной площади.
Скончался 9 января 2001 года. Похоронен на Дмитрово-Черкасском кладбище в Твери.

## Семья
Отец — Пётр Самойлович Масленников (1892—1967), мать — Татьяна Ермолаевна Масленникова (1892—1973).
Жена — Людмила Владимировна Масленникова (р. 1933).
- дочь — Тамара Николаевна Кодис (р. 1948).

## Награды
- Герой Советского Союза (орден Ленина и медаль «Золотая Звезда»; 24.3.1945)
- три ордена Красной Звезды;
- орден Отечественной войны 1 степени (6.4.1985)[1];
- орден «За службу Родине в Вооружённых Силах СССР» 3 степени;
- 18 медалей;
- четыре ордена Болгарии и Венгрии.

## Память
- Имя Героя выбито на гранитной стеле на Аллее Славы в парке Победы города Киров
- Имя Героя Советского Союза увековечено на мемориальной доске в честь кировчан — Героев Советского Союза в парке дворца пионеров города Кирова.
- Имя Героя высечено золотыми буквами в зале Славы Центрального музея Великой Отечественной войны в Парке Победы г. Москвы.
- Имя Героя Советского Союза Н. П. Масленникова носит начальная школа посёлка Вольный Октябрьского района Амурской области, где когда-то начинался его трудовой путь.
- Почётный гражданин города Тверь[5] (1996) и села Незавертайловка (Молдавия).

## Интересные факты
- В 25-ю годовщину освобождения Калинина от фашистских захватчиков зачитал «Послание к потомкам» и установил его в капсуле рядом с обелиском Победы. Это послание будет вскрыто в день 100-летия Победы в Великой Отечественной войне.
- С 1995 года в Твери проходит лично-командный турнир среди школьников по настольному теннису на приз Героя Советского Союза Масленникова Николая Петровича. На протяжении шести лет Николай Петрович лично присутствовал и напутствовал участников турнира. С 2001 года турнир проходит под знаком памяти об этом замечательном человеке[6].
- Школа села Большой Рой Уржумского района Кировской области гордится, что в ней учились три Героя Советского Союза — Мамаев Николай Матвеевич, Масленников Николай Петрович и Устинов Иван Тимофеевич[7].
- С 1977 года по 2003 год существовал теплоход «Николай Масленников»[8][9].

## Комментарии
1. ↑  Деревня Исаково, относившаяся к Васильевской, в 1920-е годы — к Немской волости Нолинского уезда, в последующем входила в состав Васильевского сельсовета Кырчанского района (что также упоминается в качестве места рождения в источниках[1]); не сохранилась, ныне — территория Немского района Кировской области[2].